# 哲学の学派
哲学の学派では、哲学の学派の一覧を述べていく。

## 古代ギリシア
- イオニア学派
  - ミレトス学派
- イタリア学派 (ギリシア哲学)
  - ピタゴラス学派
  - エレア派
- 原子論者
- キュレネ派
- キュニコス派
- エリス学派
- メガラ学派
- アカデメイア派
- ペリパトス派（逍遥学派）
- エピクロス派
- ストア派

## イスラーム哲学
- アヴェロエス主義

## キリスト教哲学
- トマス主義
- 輔仁学派

## インド哲学
- ヴェーダーンタ学派
- ミーマーンサー学派
- サーンキヤ学派
- ヨーガ学派
- ニヤーヤ学派
- ヴァイシェーシカ学派

## 仏教哲学
- 中観派
- 瑜伽行唯識派

## 中国哲学
- 儒家
- 道家
- 法家

## 近代哲学
- イギリス経験論
- 大陸合理論
- ドイツ観念論
- 新カント派
- ヘーゲル学派
- 実存主義
- 構造主義
- ポスト構造主義